# Teresa Táboas
María Teresa Táboas Veleiro (13 de septiembre de 1961) es una doctora, arquitecta, profesora y política española. Formó parte del gobierno como Consejera de Vivienda de la Junta de Galicia, entre 2005 y 2009. Este último año fue elegida diputada en el Parlamento Gallego, cargo que ocupó hasta febrero de 2012.

## Trayectoria
Nació en la Ciudad de México, hija de emigrantes ourensanos; de Carballiño y de Beariz. Es la mayor de cuatro hermanos.
Pasadas sus primeras etapas de estudio,  se inclinó por la arquitectura, teniendo a Luis Barragán como formador. Finalizada su carrera en la Universidad Nacional Autónoma de México, volvió a su tierra, trabajando durante seis años en el estudio de César Portela, y durante dos años en el Concello de Marín.
En 1990, se independizó del "Estudio de Portela", fundando su propio estudio, como "Teresa Táboas Estudio de Arquitectura", donde ha ido desarrollando numerosos proyectos de Edificación y de Urbanismo.
Obtuvo su doctorado con la tesis doctoral dirigida por el arquitecto César Portela titulada El Color en Arquitectura, obteniendo la calificación de sobresaliente “cum laude”. Y cuyo jurado fue presidido por el arquitecto Félix Candela.
Entre 1999 e 2003, fue presidenta de la delegación pontevedresa del Colegio Oficial de Arquitectos de Galicia, siendo elegida el 15 de mayo de 2003 siendo la primera mujer presidenta-decana de COAG. También formó parte como consejera del Consejo Superior de los Arquitectos Españoles ( CSCAE ), siendo la segunda mujer que ocupa ese cargo desde que se fundó la institución en 1931. Fue miembro de las comisiones consultivas de Arquitectura Sostenible y Urbanismo del Consejo de Arquitectos de EuropaParlamento Europeo en representación del Consejo Superior de los Colegios de Arquitectos de España. Recibió la medalla de oro de la Universidad Anáhuac en el año 2006 por su trayectoria profesional. Presidenta de la Comisión de Vivienda del Consejo de Arquitectos de Europa.
Desde 2018 es Miembro Honorario de la Federación de Colegios de Arquitectos de la República Mexicana (FCARM).
Elegida en julio de 2021 miembro del Consejo de la Unión Internacional de Arquitectos (UIA)
Es madre de dos hijos.

### Libros
- 2007, matilde Álvarez, teresa Táboas Veleiro, manolo Figueiras, xosé lois Vázquez. . Ocultacións e inexistencias: [do 27 de abril ao 10 de maio de 2007]. Ed. Difusora de Letras, Artes e Ideas. 166 pp. ISBN 8493522384
- 2007, jacobo Fernández Serrano, teresa Táboas Veleiro. Feísmo ilustrado: [do 20 de abril ao 10 de maio de 2007, Ourense]. 48 pp. ISBN 8493522376
- 2004, almudena Fernández Carballal, teresa Táboas Veleiro, evaristo Nogueira Pol, juan jesús Raposo Arceo.  Ley 9-2002 de 30 de diciembre de ordenación urbanística y protección del medio rural de Galicia. Ed. Civîlis. 525 pp. ISBN 8493351202
- 2003, Jamilpa  (Jamilpa es el sitio onírico, el rincón irreal donde confluyen los sueños que suelen confundirse con la vida). Ed. Espacio Abierto. 148 pp. ISBN 9709349309
- 2003, 34 arquitectos Pontevedra. Ed. Colegio Oficial de Arquitectos de Pontevedra. 132 pp.
- 1999, Emigración y arquitectura "Os Brasileiros". Ed. Servicio de Publicacións, Deputación Provincial de Pontevedra. 71 pp.
- 1991, El color en arquitectura. Ed. ilustrada do Castro. 191 pp. ISBN 8474925126
- 2013, Les Amazones. Ed. Pluralia.

## Honores
- "Gallega del mes de febrero de 2004 por el "Grupo Correo Gallego".[7]

Participante en concursos:
- 1º Premio Centro de Acuicultura en la Isla de Arosa (Pontevedra)
- 1º Premio para la reforma de la Plaza de Barcelos (Pontevedra)
- 1º Premio para la ampliación del parque del Liceo Casino de Pontevedra
- 2º Premio para la Biblioteca de Ciencias Sociales del campus de Santiago
- 1º Premio para 27 de V.P.O en Pereiro de Aguiar (Orense)
- 1º Premio para el centro comercial en Pereiro de Aguiar (Orense)
- 2º Premio en la Guardería en Pereiro de Aguiar (Orense)

Jurado de concursos de Arquitectura
- Miembro del Jurado que otorga el Premio Nacional de Arquitectura en España en su convocatoria del año 2003.